# Anycall
Anycall (кор. 애니콜) — южнокорейский бренд сотовых телефонов, существовавший с 1993 по 2011 год и принадлежавший компании Samsung Electronics. Он был запущен как суббренд, ориентированный на молодёжную аудиторию или средне-низкий ценовой сегмент. В ассортименте Anycall не было телефонов высшего сегмента, а выпускаемые устройства оснащались популярными у молодых людей мультимедийными функциями, в том числе радио и телевидение по стандарту DMB, и рекламировались соответствующе.
Некоторые модели Anycall представляли собой ребрендинг устройств, выпущенных под головным брендом Samsung, другие же были оригинальными разработками. Основным рынком сбыта Anycall была Южная Корея, однако продукция продавалась также и в других странах, в частности до 2011 года в Китае, где позиции Samsung в этом сегменте рынка никогда не были сильны.

## Маркетинг
Ли Хёри была амбассадором Anycall с 2003 года, в этот период она снялась в музыкальных клипах, созданных Anycall, таких как Аnymotion, в котором используется Anycall SCH-V600 от Lee Hyori Phone. В 2005 году Ли Хёри снялась в клипе Anyclub, продолжении популярного хита Anymotion. В декабре 2006 года она снялась в третьей части под названием Anystar. В первом музыкальном видео снялись Ли Хёри вместе с Эриком Муном, а во второй и третьей частях — Квон Сан У и Ли Джун Ги соответственно.
После истечения контракта Хёри с Samsung в ноябре 2007 года звёзды кей-поп, такие как BoA, Ким Джунсу, Epik High и Джин Бора, совместно спродюсировали Anyband, который включал три объединённых музыкальных клипа на песни «Talk, Play Love», «Promise U» и «Day Dream» в семиминутном рекламном ролике. Временная группа также проводила концерты для фанатов.
В 2008 году к-поп-группы DBSK и Girls’ Generation совместно сняли клип для продвижения Samsung Anycall Haptic.
В 2009 году SHINee выпустили цифровой сингл Bodyguard для продвижения сотового телефона. В музыкальном клипе на песню приняли участие популярная экранная пара Со И Чжон (Ким Бом) и Чу Га Ыль (Ким Со Ын) из популярного романтического драматического сериала KBS «Мальчики краше цветов». В том же году Сон Дамби и группа After School объединились для создания цифрового сингла, посвящённого технологии AMOLED. After School скоро заменит Son Dambi в качестве новых говорящих голов бренда.
Южнокорейская женская группа Miss A выпустила в 2010 году свою песню Love Again, клип на которую был показан на фестивале Samsung Beat. На видео также заметно показан телефон Anycall.
В 2011 году певица IU стала последней говорящей головой Anycall.

## Продукция
С 2010 года индексы моделей строятся по такому принципу:
- SHW-X000Y
- SHC-X000Y
- SHV-X000Y

Разница между SHW, SHC и SHV заключается в различии в способе связи, используемом в каждом устройстве, использующем первые инициалы имени метода: WCDMA, CDMA и LTE.
X — характеристика каждого продукта (M — смартфон SHW, A — кнопочный телефон SHW, Z -кнопочный телефон SHC, E — смартфон SHV), Y — первая буква каждого сотового оператора (S — SK Telecom, K — KT, L — LG U+)

## Интересные факты
- Необычные по меркам других стран функции телефонов Anycall, в том числе поддержка DMB, создавали у многих впечатление, что телефоны этой фирмы очень футуристичны и прогрессивны. Это создавало спрос на вторичном рынке, в том числе российском — люди даже давали объявления в газеты о желании купить с рук телефон Anycall.
- В 1995 году процент брака в телефонах Samsung и Anycall достиг 11 % из-за того, что компания пыталась опередить Motorola и в погоне за объёмами производства снизила планку качества. Чтобы положить этому конец, глава компании Ли Гон Хи велел провести акцию символического самоочищения — отозвать из продажи около 150000 телефонов Anycall и публично сжечь их.
- В 2021 году Samsung вспомнила про легендарный бренд и выпустила «ностальгические» чехлы для беспроводных наушников в виде телефонов Anycall SGH-E700 и SGH-T100.